# Carlos Vilardebó
Carlos Vilardebó, né à Lisbonne (Portugal) le 15 septembre 1926 et mort le 5 juin 2019 à Aubais, est un réalisateur franco-portugais. 

## Parcours
Après des études à Paris, Carlos Vilardebó débute, en 1946, comme assistant réalisateur pour Jacques Becker, René Chanas, Pierre Billon, Julien Duvivier, Jean Grémillon, puis Agnès Varda. Dès 1948, il réalise son premier court métrage, Un dimanche. 
Réalisateur d'une vingtaine de courts et moyens métrages sur l'art, et d'autant de films pour la télévision, Vilardebó est particulièrement connu pour Le Cirque de Calder, La Petite Cuillère, et pour Les Îles enchantées (As Ilhas Encantadas), son unique long métrage, en 1965. 

## Citations
« Vilardebó est surtout pour nous l'auteur de ces Îles enchantées et maudites. Là, nulle concession, mais le doux abandon à une rêverie formelle, lente et magique, où il sut trouver, à l'éternité marine, des couleurs nouvelles et dangereusement maléfiques. Vilardebo attend que prenne fin l'ère du trompe-l'œil et de la vulgarité, pour reprendre son rêve à voix haute. »

— Cahiers du cinéma, n°187, février 1967

« Filmer, pour Vilardebó, c’est d’abord regarder et, en observant, saisir le mouvement, la beauté du mouvement. Les images industrielles sont ici synonymes de poésie. »

— François Porcile, Défense du court-métrage français, coll. 7e art, Cerf, Paris, 1965

## Filmographie

### Assistant réalisateur
- 1949 : Du Guesclin de Bernard de Latour
- 1949 : L'Escadron blanc de René Chanas
- 1951 : Mon phoque et elles de Pierre Billon
- 1952 : La Fête à Henriette de Julien Duvivier
- 1955 : La Pointe courte d'Agnès Varda

### Réalisateur
- 1948 : Un dimanche
- 1948 : La vie continue
- 1951 : Avalanches
- 1955 : La Vie au Moyen Âge
- 1956 : La Piste
- 1956 : Les Planteurs du Mungo
- 1956 : Le Premier Champ
- 1956 : Les Gens de Matapit
- 1957 : Bolides au Mans
- 1957 : Pétroliers des sables
- 1958 : Sahara brut
- 1958 : Vivre
- 1959 : Fleuve invisible
- 1959 : L'Eau et la Pierre
- 1959 : Entre la terre et le ciel
- 1960 : Naissance de mille villages
- 1960 : Soleils
- 1961 : Bilan d'un jour
- 1961 : Le Cirque de Calder
- 1961 : La Petite Cuillère
- 1962 : Verre textile
- 1963 : Véronique ou les Jeunes Filles
- 1965 : Les Îles enchantées (As Ilhas Encantadas) long métrage
- 1966 : Ici Ailleurs
- 1966 : À St Paul de Vence la Fondation Maeght
- 1967 : Les Lalanne
- 1968 : Mobiles
- 1971 : Une statuette
- 1971 : Jean Tinguely
- 1972-1976 : Histoire, Migrations, Famille, Espaces, Héritage, 5 films de la série Méditerranée avec Fernand Braudel
- 1973 : L'Arbre et le Châtaignier
- 1973 : Les Gouaches de Sandy
- 1974 : Le Volet
- 1974 : Une montre dans la vie
- 1975 : La Montée des eaux
- 1975 : La Solitude (documentaire télévisuel)
- 1978 : L'Aventure de l'art moderne, 13 films de 52 min pour Pathé et FR3
- 1978 : Itinéraire
- 1980 : La Veuve
- 1982 : Aérogare Express
- 2004 : La Magie Calder[2] (réédition remasterisée sur support DVD des 3 courts-métrages sur Alexander Calder datant de 1961, Le Cirque ; 1968, Les Mobiles et 1973, Les Gouaches)[3]